# Raia Mutomboki
Raïa Mutomboki o Raiya Mutomboki (del suajili; ciudadanos enfurecidos) son una milicia Mai-Mai que opera en la región de Kivu del Sur, en el este de la República Democrática del Congo. El grupo se formó en 2005 para luchar contra grupos hutu ruandeses como las Fuerzas Democráticas para la Liberación de Ruanda (FDLR) como parte del conflicto de Kivu.

## Historia
El grupo fue fundado por el pastor Jean Musumbu, quien había desertado de las Fuerzas Armadas de la República Democrática del Congo (FARDC) en respuesta a las masacres cometidas por las FDLR. Se dice que Raïa Mutomboki utiliza una estrategia de reclutamiento en forma de bola de nieve mediante la cual una aldea es defendida o liberada de las FDLR o fuerzas afines y los varones de esa aldea son iniciados en el grupo. El grupo surgió y resurgió como reacción a la relativa ausencia del ejército congoleño en Kivu del Norte y del Sur. En 2011, el grupo cobró nuevo vigor cuando las luchas internas en el ejército congoleño hicieron que se retiraran de la lucha en las provincias orientales. La existencia del grupo es en gran medida resultado del fracaso de la "política de desarme, desmovilización y reintegración" que fue parte del Acuerdo de Sun City que puso fin a la segunda guerra del Congo.
En 2012, Raïa Mutomboki había sido acusada por un panel de expertos del Consejo de Seguridad de las Naciones Unidas del asesinato de más de 260 civiles. Según los informes, Paul Ngumbi Wangozi, conocido como Sisawa, había sido líder de Raïa Mutomboki hasta su muerte en batalla con el ejército congoleño en septiembre de 2014. Un año después, su viuda Cynthia se rindió junto con 71 miembros de Raïa Mutomboki a las fuerzas del ejército congoleño.

En septiembre de 2018, los milicianos de Raïa Mutomboki presuntamente violaron en grupo a 17 mujeres en la región de Lubila, en Kivu del Sur. Se dijo que niños soldados estuvieron involucrados en el incidente. Se dijo que el asalto fue dirigido por Masudi Alimasi Kokodikoko, líder de una facción de Raïa Mutomboki en ese momento.
En 2018, un segundo líder de una facción Raïa Mutomboki, Isaac Chirambiza, fue arrestado por fuerzas del ejército acusado de violaciones sistemáticas. En abril de 2019, Kokodikoko fue arrestado por el ejército por el asesinato de septiembre de 2018. violaciones en grupo.
Fueron acusados de intimidación a los votantes en las elecciones generales de la República Democrática del Congo de 2018.